# Onderwaterarcheologie
Onderwaterarcheologie is deeldiscipline van de archeologie die zich uitsluitend bezighoudt met de bestudering van materiële overblijfselen die zich onder het wateroppervlak bevinden. Het is een aparte discipline omdat de ontgravingstechniek zeer specialistisch is.

## Ontwikkeling
In 1943 werd door Jacques-Yves Cousteau en Emile Gagnan de moderne duikuitrusting met perslucht uitgevonden. Hierdoor kregen duikers veel meer bewegingsvrijheid en kwam er gestandaardiseerde apparatuur beschikbaar voor een veel groter publiek. Gevolg hiervan was dat er talrijke archeologische vindplaatsen onder water aan het licht kwamen.
In de jaren 50 had de onderwaterarcheologie nog een experimenteel karakter. Hierbij werd veel aandacht besteed aan de technische uitvoering van de opgraving. Er werden methoden ontwikkeld om archeologische overblijfselen onder water op systematische en gecontroleerde wijze op te graven en in kaart te brengen.
Schatgravers en souvenirjagers hebben op vele scheepswrakken vaak onherstelbare schade aangericht. Voor het onderzoek van scheepswrakken heeft zich een specialisme ontwikkeld, de scheepsarcheologie of nautische archeologie. Ook de inpoldering van watergebieden droeg bij tot de vorming van een eigen vakgebied. Na de drooglegging van de IJsselmeerpolders in de jaren zeventig werd in Ketelhaven een scheepsarcheologisch museum en onderzoeksinstituut gevestigd (later verplaatst naar de Bataviawerf te Lelystad).

## VOC-schepen op de zeebodem
In de afgelopen 30 jaar zijn naar schatting 33 schepen van de Vereenigde Oostindische Compagnie (VOC) op de zeebodem teruggevonden. Een wetenschappelijke coördinatie wordt bemoeilijkt doordat de schepen over diverse continenten verspreid liggen en veel schepen ten prooi zijn gevallen aan commerciële bergers die zich niet bekommerden om een archeologische aanpak.
Het bedrijfsarchief van de VOC geeft aanleiding tot tal van historisch-statistische studies omtrent ontwikkeling van scheepstypen, vlootbewegingen, lading, sociale herkomst van de bemanningen en de levensomstandigheden aan boord. In deze historische bronnen blijft het beeld van de schepen echter vaag en abstract. De overblijfselen van een schip maken echter direct deel uit van de materiële werkelijkheid. Ze kunnen gegevens verstrekken over de constructie van het schip, de samenstelling van de uitrusting, de lading, de bewapening en de persoonlijke bezittingen van de bemanning.

### Het wrak: momentopname van een drijvend dorp
Twee factoren zijn van invloed op de mate van materiële samenhang van gezonken VOC-schepen, namelijk het proces dat tot de vorming van een scheepswrak leidt en dat de toestand van het scheepswrak bepaalt, en de functionele eigenschappen, die verantwoordelijk zijn voor de materiële verschijningsvorm van het oorspronkelijke, historische schip.
Een VOC-schip is naast een transportmiddel over water als het ware een drijvend dorp. Vondsten van VOC-schepen vertellen ons over de mensen die op het schip werkzaam waren, die aan de bouw ervan hebben bijgedragen, die zorg hebben gedragen voor de inkoop van goederen en uiteindelijk ook over de bewindhebbers die het beleid van de handelsorganisatie bepaalden.
Doordat de ondergang van een schip een abrupte gebeurtenis is, is sprake van een zogenaamde gesloten vondst, een materiële assemblage die scherp in tijd is afgebakend. Er wordt ook wel gesproken van een synchroon tijdsbeeld. Bij archeologische vindplaatsen op land, die over een langere looptijd van menselijk handelen tot stand komen, wordt gesproken van een diachroon proces.
Het proces van wrakvorming, dat begint nadat het schip ten onder is gegaan heeft zelf een diachroon karakter. Onder invloed van de omstandigheden (natuurlijke maar ook menselijke) valt het wrak langzaam uiteen. Daar staat tegenover dat het onderwatermilieu ook een beschermende werking kan hebben. Het wrak kan in het zand wegzinken en bedekt worden met een laag zacht zand.

### Het wrak: multifunctionele materiële assemblage
Het VOC-schip was een multifunctioneel vaartuig. Er zijn vijf functionele eigenschappen aan te wijzen:
- Een zeilend vaartuig, ontworpen om grote afstanden over de oceaan af te leggen.
- Een onderdeel van een productie- en handelssysteem
- Een militair machtsmiddel
- Een werkgemeenschap (besturing, reparatie, onderhoud en levensonderhoud opvarenden)
- Een leefgemeenschap (een strakke sociale organisatie met een hiërarchisch onderscheid tussen officieren, passagiers, handwerkslieden, matrozen en soldaten)

Deze functionele factoren bepaalden in samenhang tot elkaar hoe een VOC-schip werd gebouwd, ingericht en gebruikt. Analyse van de functionele eigenschappen verschaffen een model van het schip dat bruikbaar is voor de classificatie, oftewel de ordening, van de vondsten. Zo ontstaat een functionele context van het schip.
Een model van de materiële onderdelen van het schip bestaat uit de volgende categorieën:
- Het schip (de scheepsconstructie zelf)
- De lading
- De bewapening
- De uitrusting
- Persoonlijke bezittingen
- Het scheepsmilieu (levende wezens en ecologische zaken)

### Historisch-archeologische integratie
De hiervoor genoemde classificatie van de vondsten dient om een beeld te vormen van de oorspronkelijke samenstelling van het schip en de inhoud daarvan.
De traditionele geschiedschrijving van de VOC was hoofdzakelijk gericht op politieke en economische vraagstukken. De belangrijkste bronnen hiervoor zijn te vinden in het bedrijfsarchief van de VOC. Daarnaast kan worden geput uit: reisverslagen, schilderijen, kaarten, technische ontwerpen, scheepsmodellen etc.
De archeologische ontdekkingen stimuleerden de systematische studie van de materiële cultuur van de schepen.
Uit de equipagelyste en het boekhoudersjournaal konden vele gegevens over de uitrusting van de schepen en de herkomst daarvan worden afgeleid.
De wisselwerking tussen archeologische en schriftelijke gegevens is een essentieel kenmerk van de archeologie van VOC-schepen. Door koppeling kunnen beide bronnen elkaar aanvullen en zelfs versterken.